# Енді Керролл
Е́ндрю (Е́нді) То́мас Ке́ррол (англ. Andrew Thomas Carroll; нар. 6 січня 1989, Гейтсхед, Англія) — англійський футболіст, нападник. Вільний агент, останнім клубом був «Ньюкасл Юнайтед».
31 січня 2011 року Енді Керролл став найдорожчим британським футболістом, перейшовши з «Ньюкаслу» до «Ліверпуля».

## Клубна кар'єра

### «Ньюкасл Юнайтед»

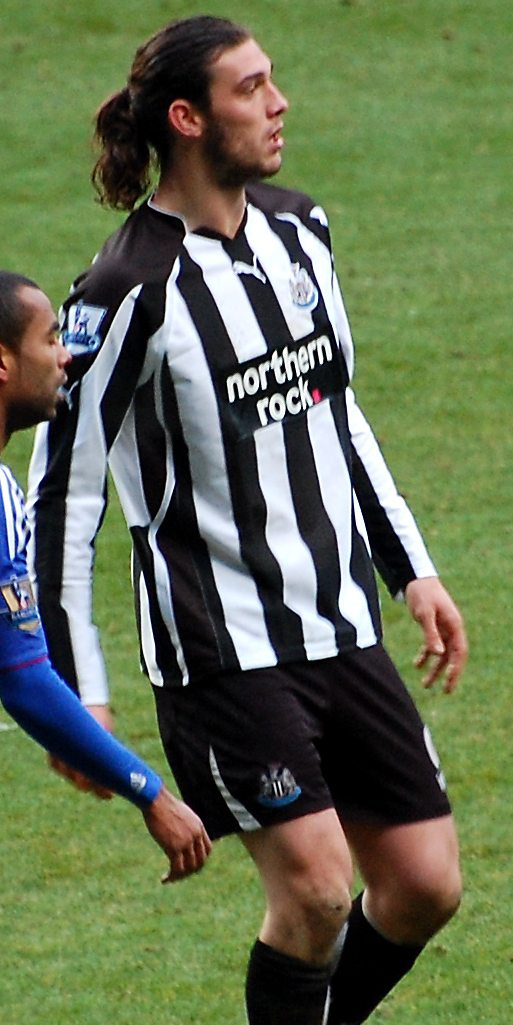
Керролл у грі за «Ньюкасл»

Керролл почав кар'єру в «Ньюкаслі», виступаючи за резервний склад клубу. 2 листопада 2006 він дебютував в основному складі «сорок» у матчі Кубка УЄФА проти «Палермо», вийшовши на заміну в кінцівці зустрічі. Таким чином, він став наймолодшим гравцем «Ньюкасла» у єврокубках, вийшовши на поле у віці 17 років і 300 днів.
Керролл дебютував у Кубку Англії в матчі проти «Бірмінгему», вийшовши на заміну на останні 10 хвилин матчу.
25 лютого 2007 Керролл дебютував у Прем'єр-лізі, вийшовши на заміну на 87-й хвилині матчу проти «Вігана».
У 2007 році він виграв нагороду Wor Jackie Milburn Trophy, яка вручається щорічно висхідній зірці футболу на північному сході Англії.
29 липня 2007 Керролл забив свій перший гол за «Ньюкасл» у товариському матчі проти «Ювентуса», який завершився з рахунком 2:0 на користь англійців. Після матчу Енді похвалив воротар «Ювентуса» Джанлуїджі Буффон, який передрік Керролу велике майбутнє.

#### Оренда в «Престоні»
14 серпня 2007 Керролл пішов в оренду в клуб «Престон Норт-Енд» строком на шість місяців. Його дебют за «Престон» відбувся в матчі Кубка Ліги проти клубу «Моркам» в той же день.
18 вересня в матчі проти «Сканторп Юнайтед» Керролл був вилучений. 6 листопада забив свій перший гол у Чемпіонаті Футбольної ліги у матчі проти «Лестер Сіті». У січні він повернувся в «Ньюкасл».

#### Повернення до «Ньюкасла»
Провівши залишок сезону 2007/08 в резервній команді і на лавці «Ньюкасла», з'явилися чутки про перехід Керрола в «Дербі Каунті».
У сезоні 2008—09 Керролл зіграв свій перший матч за «Ньюкасл» 20 жовтня, вийшовши на заміну замість Шола Амеобі в матчі проти «Манчестер Сіті». Свій перший офіційний гол за «Ньюкасл» Керролл забив 10 січня 2009 року в матчі проти «Вест Хема», який завершився з рахунком 2:2.
12 березня Керролл підписав з «Ньюкаслом» новий контракт, за яким він буде виступати за «сорок» до 2013 року. У квітні 2009 року він забив найважливіший гол у грі проти «Стоку», вирвавши нічию в матчі 1:1. Але цього було недостатньо для збереження «Ньюкасла» у Прем'єр-лізі, і у фінальному турі сезону, поступившись «Астон Віллі» з рахунком 1:0, клуб вибув у Чемпіонат Футбольної ліги.
Свій перший гол у Чемпіонаті Футбольної ліги він забив головою у ворота «Блекпула»; святкуючи гол, він смоктав великий палець на руці, присвятивши його тим самим своїй новонародженої доньці. У наступному матчі проти «Шеффілд Юнайтед» 2 листопада Керролл був визнаний найкращим гравцем матчу.
До 2010 року він став твердим гравцем основи, граючи практично в кожному матчі. Після того, як Шола Амеобі вибув через травму, Керролл сформував у нападі зв'язку з Пітером Левенкрандсом. Ця зв'язка виявилася дуже ефективною в плані забивання голів. Головний тренер команди Кріс Хьютон заявив, що Керролл успадкує футболку з номером «9», що раніше належала таким гравцям, як Алан Ширер, Джекі Мілбурн, Енді Коул і Малкольм Макдональд. Керролл завершив сезон 2009/10 як найкращий бомбардир команди, забивши 19 голів (з них 17 — у чемпіонаті).

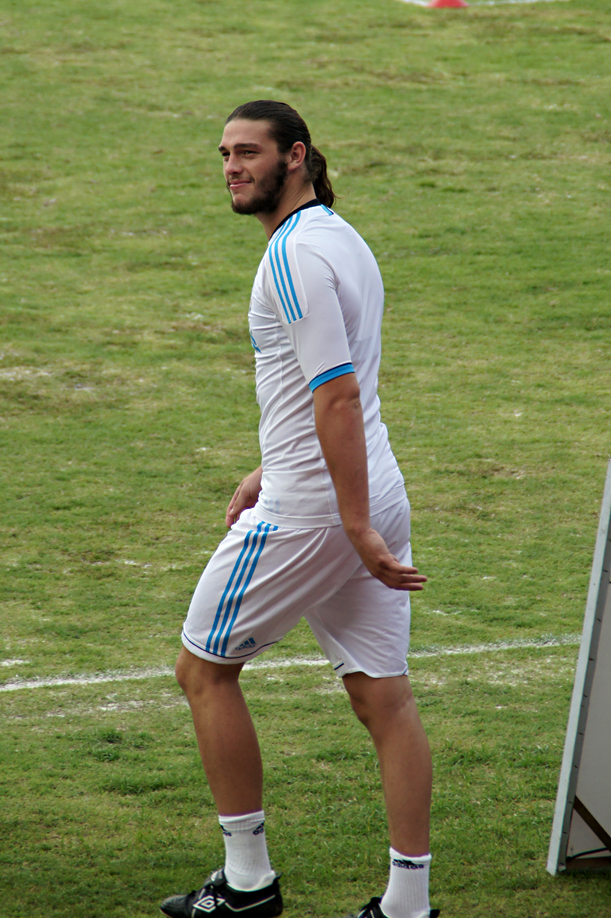
Енді на зборах команди в Сингапурі

22 серпня в матчі другого туру Прем'єр-ліги сезону 2010/2011 проти «Астон Вілли» Керролл зробив хет-трик. У сезоні 2010–2011 клуб «Ньюкасл» разом з Керролом знову повернувся до Прем'єр-ліги, де його знову помітило керівництво інших англійських клубів.

### «Ліверпуль»
31 січня 2011 року «Ліверпуль» офіційно оголосив, що клуб погодив з «Ньюкаслом» трансферну вартість нападника Енді Керрола. І хоча офіційно сума операції не називалася, англійська преса повідомляла, що «сороки» отримають за 22-річного гравця збірної Англії 35 мільйонів фунтів. Увечері того ж дня було оголошено про те, що Керролл підписав контракт з «червоними» строком на п'ять з половиною років і отримав у команді дев'ятий номер, який він носив у «Ньюкаслі». Номер звільнився після переходу Фернандо Торреса у «Челсі». Сам футболіст заявив, що не збирався переходити до «Ліверпуля».
Енді дебютував за свій новий клуб у грі проти «Манчестер Юнайтед» на Енфілді 6 березня 2011 року, яка завершилася перемогою мерсісайдців 3-1. Керролл дебютував у єврокубках 10 березня у матчі 1/8 Ліги Європи проти «Браги», який завершився поразкою «мерсісайдців» 1-0. 11 квітня у переможному матчі з рахунком 3-0 над «Манчестер Сіті» Енді забив свій перший і другий голи в чемпіонаті за «Ліверпуль».
1 жовтня 2011 року Керролл забив свій перший гол у сезоні 2011/2012 у мерсісайдському дербі проти «Евертона» після подачі Хосе Енріке з лівого флангу.
31 січня 2012 року, рівно за рік після свого переходу в мерсісайдський клуб, Енді відзначився забитим м'ячем у виїзному матчі проти «Вулвергемптон Вондерерз».
19 лютого Енді відзначився у матчі п'ятого раунду Кубка Англії проти «Брайтон енд Гоув Альбіон». «Ліверпуль» переміг з рахунком 6:1.
10 квітня Керролл забив переможний м'яч у ворота «Блекберн Роверз». 14 квітня нападник у півфіналі кубка Англії забив переможний м'яч у ворота «Евертона».

### «Вест Гем Юнайтед»
30 серпня 2012 року Керролл на правах оренди перейшов до «Вест Гем Юнайтед» на рік з правом викупу влітку 2013 року за неназвану суму.
Енді дебютував за нову команду 1 вересня в матчі з «Фулгемом», де він відзначився двома точними передачами. Першим м'ячем нападник відзначився у програному виїзному матчі з «Тоттенгемом», який завершився поразкою «Вест Гема» 3-1.
21 травня 2013 року «Вест Гем» і «Ліверпуль» домовились між собою про перехід гравця до стану лондонської команди за суму, близької до 15 мільйонів фунтів. 19 червня Керролл підписав шестирічний контракт з «молотобійцями».

### Повернення в «Ньюкасла»
До складу клубу «Ньюкасл Юнайтед» повернувся влітку 2019 року. У липні 2021 покинув клуб, ставши вільним агентом.

### Редінг
15 листопада 2021 року «Редінг» оголосив про підписання Керролла на короткостроковий контракт до середини січня 2022 року. Він дебютував за «Редінг» 20 листопада в нічийному матчі 1:1 проти Ноттінгем Форест, вийшовши на заміну на 61-й хвилині замість Ліама Мура і зігравши важливу роль у створенні голу Скотта Данна у другому таймі. Свій перший гол за клуб він забив 27 листопада у переможному матчі 3:2 проти Свонсі Сіті. Після поразки 2:1 на виїзді від Мідлсбро 15 січня 2022 року, в якому Керролл забив свій другий гол за «Редінг», його контракт із клубом закінчився.

### Вест Бромвіч Альбіон
28 січня 2022 року Вест Бромвіч Альбіон оголосив про підписання Керролла на короткостроковий контракт до кінця сезону. Він дебютував наступного дня у виїзній поразці 2:0 від Міллволл. 12 березня 2022 року Керролл забив свій перший гол за клуб, зрівнявши рахунок на 85-й хвилині в домашньому матчі проти Гаддерсфілд Таун, який завершився нічиєю 2:2.
30 квітня 2022 року стало відомо, що Керролл залишить «Альбіон» наприкінці сезону.

### Повернення до Редінга
15 вересня 2022 року Керролл повернувся до «Редінга», підписавши чотиримісячний контракт із клубом до середини січня 2023 року та отримавши вільний номер 2 у команді. 10 січня 2023 року Керролл підписав продовження контракту з «Роялс», яке утримувало його в клубі до середини 2024 року. 31 серпня 2023 року Керролл залишив «Редінг» після активації пункту про звільнення в його контракті.

### Ам'єн
1 вересня 2023 року Керролл приєднався до клубу Ліги 2 Ам'єн. Він дебютував 3 вересня, вийшовши на заміну на 66-й хвилині замість Абдула Тапсоби, коли «Ам’єн» переміг «Генгам» з рахунком 4:1, піднявшись на друге місце в лізі.

### Бордо
18 вересня 2024 року Керролл залишив «Ам’єн», щоб приєднатися до клубу Чемпіонату Національ 2 «Бордо». Він забив два голи у своєму дебютному матчі за клуб у нічийному матчі 2:2 проти Вольтіджер де Шатобріан.

## Міжнародна кар'єра
За національну збірну Керролл дебютував 17 листопада 2010 року проти Франції. Тренер збірної Фабіо Капелло заявив, що бажає бачити Енді в парі з Вейном Руні у відбіркових матчах до Євро-2012.
29 березня 2011 року в товариському матчі зі збірною Гани Енді забив свій дебютний гол за національну збірну.

## Досягнення

### Командні
«Ньюкасл Юнайтед»
- Чемпіоншип 2009–2010.

«Ліверпуль»
- Володар Кубка Футбольної Ліги: 2012

### Індивідуальні
- Трофей Wor Jackie Milburn: 2007
- Член «команди року» в Чемпіонаті Футбольної ліги за версією ПФА: 2009/10